# 遊戲王：次元的黑暗面
《遊戲王：次元的黑暗面》（日语：遊☆戯☆王 THE DARK SIDE OF DIMENSIONS）是於2016年上映的《遊戲王》系列劇場版動畫。本作是為了紀念在1996年起開始的《遊戲王》系列漫畫連載二十週年所推出的動畫電影。劇本、人物設定及製作總指揮皆由原作作者高橋和希擔任。

## 故事大綱
武藤遊戲與身體內的另一靈魂法老王「亞圖姆」（闇遊戲）正式道別後，重新回歸平凡的學校生活。但將亞圖姆視為勁敵的海馬瀨人，在消失的地方發掘「千年積木」並打算將其重新完成，試圖再度復活亞圖姆並與他決鬥。海馬集團的挖掘團隊挖出千年積木後，工作遭迪瓦中斷，他與海馬決鬥並取走了積木的兩塊碎片，並將一塊碎片交給他的妹妹塞拉保管，但塞拉將碎片交給武藤遊戲。
迪瓦以假名藍神與遊戲等人建立友誼，並注意到遊戲的朋友貘良，他認為貘良殺死了自己的導師夏迪，便使用他的能力將貘良送到另一個次元。貘良對此道歉並解釋自己當時的行為是受到千年智慧輪內的邪神影響而導致。
海馬瀨人使用電腦重組千年積木後，發現遺失了兩個碎片，便挾持藍神並告知遊戲、強迫他們參加自己設計的新型決鬥盤的展示會。在展示會上，海馬打算透過決鬥擊倒藍神和遊戲以取得他們手中的碎片，但由於貘良仍在另一次元，遊戲便要海馬讓自己先與藍神決鬥。
遊戲擊倒了藍神，讓貘良得以歸來。當遊戲與海馬對決時，遊戲組裝了千年積木並表示亞圖姆的靈魂已不復存在。他們的決鬥被受到千年智慧輪影響的藍神中斷，海馬便和遊戲搭檔挑戰藍神。海馬在決鬥中犧牲自己以保護遊戲，在消失前、他要遊戲一定要讓亞圖姆復活。在決鬥最後、遊戲成功喚出了亞圖姆並打倒藍神，亞圖姆和千年積木在那之後都消失了，而海馬也平安歸來。
故事的最後，遊戲等人順利從童實野高中畢業，其青梅竹馬杏子也在機場與遊戲及其他人道別，正式前往美國紐約留學，實現成為職業舞者的夢想，而海馬用他的科技重現了藍神的能力，讓自己的意識去到冥界與亞圖姆見面。

## 配音名單
- 武藤遊戲（聲：風間俊介；台灣：馮美麗；香港：郭俊廷）
- 海馬瀨人（聲：津田健次郎；台灣：劉傑；香港：陳健豪）
- 城之內克也（聲：高橋廣樹；台灣：何志威；香港：陳漢祺）
- 真崎杏子（聲：齊藤真紀；台灣：陶敏嫻；香港：廖欣怡）
- 本田廣人（聲：近藤孝行；台灣：陳幼文；香港：竺諺鴻）
- 獏良了（聲：松本梨香；台灣：劉傑 / 陶敏嫻（幼年）；香港：黃尉斯）
- 御伽龍兒（聲：內藤玲；台灣：劉傑；香港：張振熙）
- 海馬圭平（聲：竹內順子；台灣：陶敏嫻；香港：莊巧兒）
- 藍神（聲：林遣都[4]；台灣：官志宏 / 陶敏嫻（幼年）；香港：張振熙）
- 瑟菈（聲：花澤香菜；台灣：林筱玲；香港：顧詠雪）
- 瑪尼（聲：日野聰；台灣：高銘孝；香港：黃尉斯）

## 製作
本作的故事內容與電視動畫《遊戲王－怪獸之決鬥》的故事有著緊密的聯繫，舞台為原作漫畫《遊戲王》完結後的童實野市後日談。在一開始時，高橋和希認為《遊戲王》這部作品已經完結，因而沒有創作續篇或電影版的打算。經過一段時間後，他覺得還記得原作的人越來越少，連自己亦差點忘掉。在仔細想清楚後，他便開始思考在原作內未有詳細描述、有關海馬的部分，最終決定描寫以海馬為中心、有關各個人物的成長故事。
高桥和希表示，本作的故事内容跟电视动画原著是属于另外一个平行世界的故事， 不代表游戏王原作的后续剧情。。

### 活動
為了給本作造勢，日本東京新宿站在2016年4月18日至5月1日期間，於站內牆上展示由1999年2月4日至2016年4月22日所發售的《遊戲王OCG》卡牌，合共7649種，當中包括世界上只有兩枚的稀有卡「青眼究極龍」，而且皆為實物及初版。
為紀念電影上映，在2016年時將橫濱市做為原型、並以擴增實境的方式設計成童實野市的情境，包括童實野市的著名場景和「海馬樂園」都在虛擬影像中重現。

## 製作人員
本作的製作人員包括：
- 原作、人物設定、製作總指揮：高橋和希、STUDIO DICE（集英社「週刊少年Jump」）
- 導演：桑原智
- 劇本：高橋和希、桑原智、彦久保雅博
- 分鏡：高橋和希、桑原智
- 演出：茉田哲明、牧野吉高、武藤公春
- 人物設定、總作畫監督：加加美高浩
- 副人物設定、作畫監督：盧佶甫、蛯名秀和、豊田暁子、渡辺
- 作画監督：中田亜希子、内海紘子、高橋克之、井口忠一、山下紀子、荏原裕子、長田絵里、松岡秀明、丸山修二、中村路之将、青木一紀、内田裕、片山、田中、加藤園、原憲一
- 概念、怪獸設定：反田誠二
- 機械、道具設定：中原禮、小海雄司、鈴木勤、蛯名秀和
- 動畫原創卡片設定：長森佳容、
- 美術監督：中村隆
- 色彩設定：横井正人
- CG創作總監：内田優作
- 攝影監督：枝光弘明
- 音響監督：松岡裕紀
- 音樂：池賴廣、光宗信吉、中村和宏
- 編曲：蓑部雄崇、福田康文
- 音樂協力：TV TOKYO Music、Marvelous
- 執行製作人：波多野淳一
- 製作人：實松照晃
- 動畫制作：GALLOP
- 制作：日本AD SYSTEMS
- 發行：東映
- 製作：劇場版「遊戲王」製作委員會（日本AD SYSTEMS、科樂美數位娛樂、東京電視台、集英社）

## 主題曲
「To Believe In Something」
主唱：The Eden House
歌曲收錄於英國搖滾樂團The Eden House於2009年發行的出道專輯「Smoke & Mirrors」。

## 外部連結
- 劇場版《遊戲王：次元的黑暗面》官方網站 （页面存档备份，存于） （日語）
- 互联网电影数据库（IMDb）上《遊戲王：次元的黑暗面》的资料（英文）